# CoRoT-8 b
CoRoT-8b est une exoplanète orbitant autour de l'étoile CoRoT-8, elle a été découverte en 2010 par la méthode des transits.